# Acte (théâtre)
 (mai 2024).
Pour les articles homonymes, voir Acte.

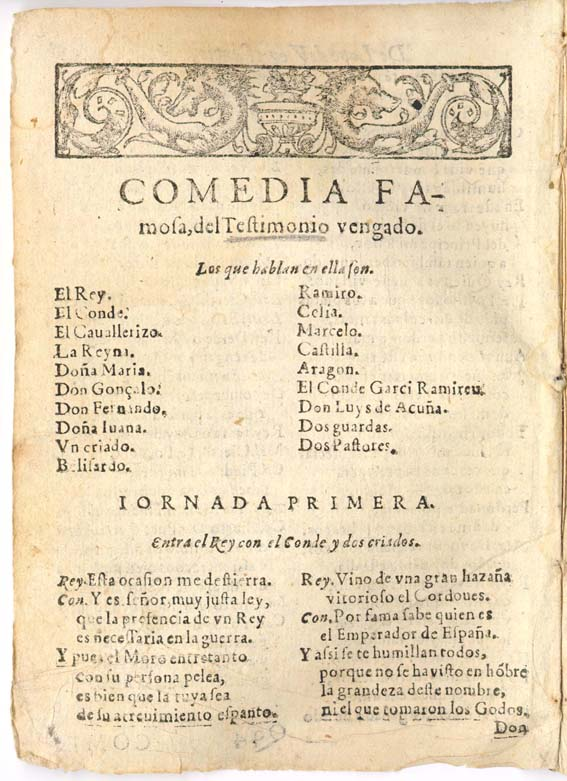
Une pièce de Lope de Vega divisée en « journées ».

Un acte est la subdivision principale d’une pièce de théâtre ou d’un opéra. C’est la partie d’un ouvrage dramatique séparée de la suivante par un entracte ou intervalle pendant lequel la scène est soit vide soit remplie par un intermède étranger à l’action représentée.

## Définition
Un acte se caractérise par une unité de temps et, en général, par une unité de lieu. Un changement d’acte permet souvent à l’auteur de procéder à une ellipse temporelle ou à un changement de lieu et donc de faire progresser l’intrigue.
Deux actes sont séparés par un entracte, courte période pendant laquelle la représentation est interrompue. Chaque acte peut être lui-même subdivisé en scènes, ou en tableaux. Le passage d’une scène à l’autre correspond en général à l’entrée ou à la sortie d’un personnage.

## Grèce antique
Le théâtre grec ignorait la division des pièces en actes. Théoriquement, les pièces grecques consistaient en plusieurs parties bien distinctes, nommées protase, épitase, métabase, (acmé de la pièce), et catastase, résolution de la catastrophe, mais en réalité aucun entracte ne séparait ces parties. Lorsque les acteurs principaux disparaissaient de la scène, ils étaient remplacés par le chœur, dont les chants restaient généralement liés à l’action. Aucun des anciens qui ont cité des passages de comédies ou de tragédies grecques ne les a désignés par l’acte d’où ils sont tirés, et Aristote ne fait nulle mention dans sa Poétique d’une pareille division.

## Rome antique
Le théâtre romain utilisait, par contre, la division par actes. Les comédies de Plaute et de Térence, les tragédies de Sénèque l’attestent et, déjà du temps d’Horace, cette division était devenue une règle absolue :
« Neve minor neu sit quinto productior actu

Fabula quæ posci vult, et spectata reponi. »
— Horace, De l'Art poétique, ou épître aux Pisons, traduite par le C. Lefebvre-Laroche [avec le texte latin], P. Didot l'aîné, 1798

« Que votre fable entière, en cinq temps partagée,
Ne se montre jamais plus ou moins prolongée. »
— De l'Art poétique, ou épître aux Pisons, traduite par le C. Lefebvre-Laroche [avec le texte latin], P. Didot l'aîné, 1798

## Théâtre classique français
Tout le théâtre du XVIIe siècle a plus ou moins appliqué cette règle. Corneille se vante de l’exactitude avec laquelle il y obéit dans ses premières comédies, au point d’aller jusqu’à s’astreindre à ne pas faire entrer deux vers de plus dans un acte que dans un autre.
Dans le théâtre classique français, une pièce comportait cinq actes. Cependant, afin de respecter la règle des trois unités, aucun changement ne chevauchait la fin d’un acte sur le suivant. La longueur de l’acte correspondait à la durée de vie des bougies disposées pour éclairer la salle, soit environ une vingtaine de minutes. 

## Fonction de l'acte
La division en actes est, en fait, tout arbitraire et trouve sa raison d’être dans la seule fatigue du spectateur ou de l’acteur. La détermination rigoureuse du nombre d’actes est encore moins justifiée. Le théâtre moderne, qui proportionne le nombre des actes à la nature et à l’importance du sujet, n’a donc pas appliqué le précepte d’Horace avec une scrupuleuse fidélité, et on compte des pièces en un, deux, trois, quatre ou cinq actes, la division en quatre actes semblant avoir la faveur de la comédie sérieuse.
Les anciens rhétoriciens français, Vossius entre autres, justifiaient le nombre consacré, en disant qu’il fallait d’abord exposer le sujet, développer ensuite l’intrigue par degrés, arriver au nœud, préparer le dénouement et enfin conclure. En réalité, plusieurs parties de cette multiple tâche peuvent s’accomplir en même temps.
La division par actes est une disposition dramatique qui se rencontre également dans le théâtre perse, le théâtre indien et même le théâtre chinois, où elle est indispensable à des spectacles qui durent quelquefois plusieurs jours.